# Redigobius
Redigobius ist eine Gattung von sekundären Süßwasserfischen aus der Familie der Oxudercidae innerhalb der Grundelartigen (Gobiiformes).

## Verbreitung
Die Gattung kommt in Süßwasser- und Brackwasser-Zonen an den Küsten des tropischen Indopazifik von der Ostküste Afrikas (Südafrika, Mosambik) über Madagaskar bis Japan, Australien, Guam, Fidschi und Tonga vor. Die Fische leben in den Unterläufen von Flüssen sowie in Seen und Tümpeln im Einzugsgebiet dieser Flussabschnitte, außerdem in Bächen, die direkt ins Meer münden, in Flussmündungen, Mangroven und Seegraswiesen.

## Merkmale
Redigobius-Arten werden 4 bis 5 Zentimeter lang. Sie unterscheiden sich von den meisten anderen Grundelartigen, für die ein zylindrischer, seitlich nur wenig abgeflachter Körper typisch ist, durch ihren nur mäßig langen, relativ hochrückigen Rumpf, der seitlich stark abgeflacht ist. Vor der ersten Rückenflosse befinden sich stark vergrößerte Schuppen, von denen die erste, die nochmals größer sein kann, am Augenzwischenraum anliegt. Der Kopf ist ansonsten nur auf den Kiemendeckeln beschuppt.
Flossenformel: Dorsale 1 VI, Dorsale 2 I/6–8, Anale I/4–7.
Schuppenformel: SL 20–30.
Die hinteren Strahlen der Rückenflosse und der Afterflosse sind bei Männchen verlängert und können bis zur Schwanzflosse reichen. Redigobius-Arten sind meist bräunlich bis grau gefärbt und zeigen meist einen doppelten dunklen Fleck auf der Schwanzflossenbasis, senkrechte dunkle Streifen auf den Kopfseiten und gefleckte Körperseiten.

## Lebensweise
Redigobius-Arten leben als revierbildende Fische in Gewässerabschnitten mit reichlichem Pflanzenwuchs, zur Laichzeit – während des Aufenthalts im Meer – in Seegraswiesen. Sie bevorzugen mittlere Wasserschichten, wenn Versteckmöglichkeiten fehlen, den Gewässergrund. Sie ernähren sich von Zooplankton und kleinen bodenbewohnenden Wirbellosen.

## Fortpflanzung
Die Fortpflanzungsbiologie der Gattung ist nur für zwei Arten teilweise bekannt. Redigobius-Arten wandern zum Laichen ins Meer. Aus Aquarienbeobachtungen weiß man, dass die fortpflanzungsbereiten Tiere enge Höhlen und Spalten beziehen. Die beim Schlupf 1,9 bis 2,0 mm langen Jungfische sind im Unterschied zu anderen jungen Grundelartigen schon pigmentiert und haben einen recht gedrungenen Körper. Die Jungfische leben zunächst pelagisch.

## Arten
Bisher sind 12 gültige Arten beschrieben worden:
- Redigobius amblyrhynchus (Bleeker, 1878)
- Redigobius balteatops (Smith, 1959)
- Vaimosagrundel (Redigobius balteatus) (Herre, 1935)
- Redigobius bikolanus (Herre, 1927)
- Redigobius chrysosoma (Bleeker, 1875)
- Redigobius dewaali (Weber, 1897)
- Redigobius dispar (Peters, 1868)
- Redigobius lekutu Larson, 2010
- Redigobius macrostoma (Günther, 1861)
- Redigobius nanus Larson, 2010
- Redigobius penango (Popta, 1922)
- Redigobius tambujon (Bleeker, 1854)